# Frataraka
Frataraka (aramejsko Prtkr’, guverner ali bolj specifično podsatrapski guverner) je staroperzijski naslov, ki se tolmači kot "vodja, guverner ali predhodnik". Frataraka je bil epitet ali naslov vrste perzijskih vladarjev od 3. do sredine 2. stoletja pr. n. št. ali alternativno od leta 295 do 220 pr. n. št.  v obdobju Selevkidskega cesarstva, preden so zahodno Azijo in Iran osvojili Parti. Preučevanje frataraških kovancev je pomembno za zgodovino tistega obdobja.

## Zgodovinsko obdobje in vladarji
Številni vladarji so se šteli za pripadnike dinastije fratarak, kar je razvidno iz napisa prtrk 'zy alhaya -   upravitelj bogov na njihovih kovancih. Mednje so spadali bgdt (Bajdad), rtḥštry (Ardahšir I.), whwbrz (Vahbarz, v Poljenu  7.40 omenjen kot Oborz), wtprdt (Vadfradad I.) in Vadfradad II. V 3. stoletju pr. n. št. so se tradicionalno šteli za neodvisne anti-selevkidske vladarje Perzije, čeprav so bili verjetneje predstavniki Selevkidov v pokrajini Farz. Neodvisnost sta dosegla Vahbarz ali Vadfradad okoli leta 250 pr. n. št., ko se je zmanjšala moč Selevkidov v jugovzhodni Perziji in ob Perzijskem zalivu.
Druga možnost je, da so vladali od okoli 295 do 220 pr. n. št. V tem obdobju so Selevkidi pod satrapom Aleksandrom za nekaj časa spet prevzeli neposredno oblast v Perziji. Nekateri avtorji menijo, da je Perzija skozi celo 3. stoletje pr. n. št. ostala pod oblastjo Selevkidov.  Znano je, da je Antioh III. obislal Antiohijo v Perziji leta 205. pr. n. št.
Strabon poroča, da so bili perzijski vladarji Grki, preden so padli pod oblast Partov:
Perzijci imajo kralje, ki so jim podrejeni drugi kralji, prej makedonski kralji, zdaj pa kralji partski.
- Strabon  XV 3.24

### Konec fratarak
V navidezno prehodnem obdobju, ki je ustrezalo vladam Vadfradada II. in drugega negotovega kralja, na hrbtni strani kovancev ni bilo nobenih vladarskih naslovov. Prejšnji naslov prtrk 'zy alhaya (frataraka) je izginil. Pod Darevom I. se je pojavil nov naslov mlk ali kralj, včasih z omembo prs (Perzis), ki nakazuje, da so perzijski kralji postali neodvisni vladarji.
Ko je partski arsakidski kralj Mitridat I. (okoli 171-138 pr. n. št.) prevzel oblast v Perziji, je pustil perzijske dinaste na njihovih položajih in jim dovolil kovanje denarja z naslovom mlk  (kralj).

### Sasanidsko cesarstvo
Med vladanjem Šaburja/Šapurja, sina Pipaga, je Perzijsko kraljestvo postalo del Sasanidskega kraljestva. Šapurjev brat in naslednik Ardašir/Artakserks je leta 224 n. št. porazil zadnjega zakonitega sasanidskega kralja Artabana V. in bil v Ktezifonu kot Ardašir I. kronan za prvega kralja (šāhanšāh ī Ērān) novega Sasanidskega cesarstva.

## Vloge fratarak
V Ahemenidskem cesarstvu je bil frataraka naslov, ki se je podeljeval vodjem okrožja ali province v Egiptu. Položaj je bil nižji od položaja memfiškega satrapa.
Aramejski napisi na kovancih iz selevkidskega in partskega obdobja kažejo, odvisno od tolmačenja, da so fratarake služili bodisi božanstvom, kot je Ahura Mazda, bodisi bogovom podobnim kraljem, kot so bili Ahemenidi in Selevkidi.

## Frataraški kovanci
Dokazi, da so bili fratarake skoraj neodvisni lokalni guvernerji, temelji skoraj izključno na njihovih kovancih. Ahemendi so kovali denar samo v zahodnih delih svojega cesarstva, večinoma v Mali Aziji, kjer je kultura kovanja denarja obstajala že pred njihovim prihodom. V Perziji so denar začeli kovati Selevkidi. V tem obdobju sta v perzijski jezik vstopili besedi drahma in denanos in postali sedanji dirham in denar. Fratarake so se pri svojem denarju zgledovali po Selevkidih. Več selevkidskih kovancev Aleksandra Velikega se je kovalo še po njegovi smrti.
Zgleda, da so bili kovanci fratarak predvsem stvar prestiža, ker je bila njihova količina v obtoku zelo omejena. Častni napis "od bogov" (aramejsko zy Thy) na njihovih kovancih bi lahko bil povezan s selevkidsko prakso poboževanja njihovih kraljev.
Denar fratarak je bil kombinacija selevkidske in ahemenidske ikonografije.
Za napise na kovancih se je uporabljala aramejščina, eden od uradnih jezikov Ahemenidskega cesarstva, in ne grščina. To, pa tudi jasna zoroastrska ikonografija, kaže, da so imeli ti kovanci vlogo "perzijske versko-politične propagande".
Aramejska pisava na kovancih je dokaj nejasna, kar vnaša negotovost v njeno branje. Tudi naslova prtkr* ali prtdr' sta negotova. Korenska beseda za ta naslov naj bi izhajala iz besede *frat (ogenj), ta pa iz armenske besede hrat, ki je v Iran prišla verjetno kot sposojenka. Ta razlaga nakazuje, da so bili vladarji duhovniški kralji, katerih vloga je bila predvsem vzdrževanje svetega ognja v Perzepolisu.
Alternativno bi naslov lahko izviral iz aramejskega naslova prlrk, ki se je uporabljal za naslavljanje uradnika v ahemenidskem Egiptu, podrejenega satrapu. Naslov je bil enakovreden prefektu ali guvernerju, pod Selevkidi pa je bil samostojen. Vladarji so na kovancih upodobljeni v kratkem suknjiču nad tuniko in hlačami ter satrapsko tiaro, ki je bila v rabi tudi na kovancih satrapov Ahemenidskega cesarstva. K tiari je bil dodan helenski vladarski diadem.
- Bajdad
- Ardašir I., zgodnje 3. stoletje pr. n. št.
- Vahbarz (Oborz), guverner, okoli sredine  3. stoletja pr. n. št.
- Vadfradad I. (Avtofradat I.), 3. stoletje pr. npr.

## Seznam frataraških vladarjev
| Ime | Ime                                                 | Datum                                 | Kovanci | Sorodstvo                            | Komentar |
| --- | --------------------------------------------------- | ------------------------------------- | ------- | ------------------------------------ | --- |
| 1   | Bajdad (bgdt)                                       | 3. stoletje pr. n. št.                |         | Frataraška dinastija. Bajkardov sin. | Guuverner Selevkidskega cesarstva. Na kovancu je aramejski napis bgdt prtrk' zy 'lhy' (Bajdād, fratarakā bogov).                          |
| 2   | Ardahšir I. (rtḥštry)                               | sredina 3. stoletja pr. n. št.        |         | Frataraška dinastija.                | Guverner Selevkidskega cesarstva. |
| 3   | Vahbarz (whwbrz - v Poljenu 7.40 omenjen kot Oborz) | sredina 3. stoletja pr. n. št.        |         | Frataraška dinastija.                | Guverner Selevkidskega cesarstva. |
| 4   | Vadfradad I. (wtprdt)                               | 3. stoletje pr. n. št.                |         | Frataraška dinastija. Vahbarzov sin. | Guverner Selevkidskega cesarstva. |
| 5   | Vadfradad II.                                       | okoli 140 pr. n. št.                  |         | Frataraška dinastija.                | Guverner Selevkidskega cesarstva v prehodnem obdobju. Na kovancu je aramejski napis wtprdt [p]rtrk' zy 'ly' (Vādfradād, frataraka bogov). |
| 6   | Neznani kralj I. (Syknlt?)                          | druga polovica 2. stoletja pr. n. št. |         | ?                                    | Prehodno obdobje. Na kovancu ni napisa.                                                                                                   |